# Dorsale Daniels
La dorsale Daniels è una catena montuosa situata nella regione nord-occidentale della Dipendenza di Ross, sulla linea di confine con la Terra di Oates, nell'entroterra della costa di Oates, in Antartide. La dorsale Daniels, che fa parte dei monti USARP, un gruppo montuoso a sua volta facente parte della catena dei monti Transantartici, è orientata in direzione nord-sud, nella quale si estende per circa 80 km, arrivando a una larghezza massima di circa 16 km, ed è delimitata a nord dal ghiacciaio Harlin e a sud dal ghiacciaio Gressitt, che la separa dai picchi Emlen. La vetta più alta della catena è quella del picco Big Brother, che arriva a 2890 m s.l.m.; dal versante orientale della catena, poi, discendono diversi ghiacciai, tra cui lo Swanson e l'Edwards, entrambi situati nella regione meridionale della formazione.

## Storia
L'intera catena è stata mappata per la prima volta dallo United States Geological Survey grazie a fotografie aeree scattate dalla marina militare statunitense (USN) nel periodo 1962-63 e a ricognizioni terrestri effettuate da spedizioni statunitensi e neozelandesi negli anni 1960. Essa è stata poi così battezzata dal Comitato consultivo dei nomi antartici in onore di Paul C. Daniels, che fu tra i maggiori artefici della redazione del Trattato Antartico, avvenuta nel 1959.